# Христос Айдонис
Христос Айдонис (на гръцки: Χρήστος Αηδόνης) е гръцки физик и политик, депутат от ПАСОК, заместник-министър на здравеопазването и социалната солидарност в кабинета на Георгиос Папандреу (2010 – 2011).

## Биография
Айдонис е роден в 1963 година в драмското село Волак (Волакас), Гърция, но израства в Карлъково (Микрополи). Завършва гимназия в Карлъково и лицей в Просечен (Просоцани). След това завършва Факултета по природни науки в Атинския университет. Работи като учител в средното образование. Става член на ПАСОК. В 2000 - 2002 година е директор в Министерството на търговската марина. В 2004 година е избран за депутат от Драма. На 7 септември 2010 година става заместник-министър на здравеопазването и социалната солидарност, като остава на поста до 11 ноември 2011 г.